# St. Augustinus (Berlin)
Die katholische Kirche St. Augustinus im Berliner Bezirk Pankow ist ein spätexpressionistisches Bauwerk der Architekten Josef Bachem und Heinrich Horvatin aus den Jahren 1927–1928 und steht unter Denkmalschutz. Seit dem Jahr 2003 gehört sie zum Pfarrbezirk Heilige Familie in Prenzlauer Berg.

## Lage
Die Kirche, im Komplex mit dem Pfarrhaus errichtet, steht im Ortsteil Prenzlauer Berg in der Dänenstraße 17/18, die parallel zu den tiefer gelegten Bahnanlagen verläuft und nur einseitig bebaut ist. Die Bauten sind in die Häuserzeile einbezogen. Hofseitig befinden sich ein eingeschossiger Gemeindesaal und ein katholischer Kindergarten. Das gesamte kirchliche Bauensemble mit dem Hof belegt eine Fläche von rund 2700 m2.

## Geschichte
Mit der Gründung der Seelsorgestelle St. Afra im nordwestlichen Teil der Pfarrei Herz Jesu am 25. Oktober 1903 im St. Afrastift der Grauen Schwestern (Graunstraße) begann die Geschichte der St. Augustinus-Gemeinde. Diese Seelsorgestelle wurde zunächst 1909 zur Kuratie erhoben und erhielt am 1. Juli 1918 den Namen des Heiligen Augustinus, drei Jahre danach wurde die Kuratie eigenständige Pfarrei.
Durch das schnelle Wachstum der Zahl der Gemeindemitglieder und der Notwendigkeit der gemeinsamen Nutzung der Kirche St. Afra entstanden Probleme. So beschloss der Gemeindevorstand unter seinem ersten Pfarrer Carl Pelz, ein eigenes Gotteshaus bauen zu lassen; die Gemeinden gehörten aber weiterhin zusammen. Der für die Ausführung des Bauplans gegründete Kirchenbauverein begann Geld zu sammeln und verschickte dazu auch zahllose Bettelbriefe, sogar ins Ausland. Mit den ersten Spendengeldern konnten Anfang der 1920er Jahre die notwendigen Baugrundstücke in der Ecke Dänen-/Schivelbeinerstraße angekauft werden.
Im Jahr 1925 wurde ein Architektenwettbewerb ausgeschrieben, aus dem  Josef Bachem mit seinem Entwurf als Sieger hervorging. Gemeinsam mit Heinrich Horvatin wurde dieser Entwurf, der rechts und links der Kirche ein symmetrisch angebautes Pfarrhaus vorsah, noch einmal überarbeitet. Beide Architekten waren Anhänger des Neuen Bauens, sodass ein Gebäude in klaren Formen und mit sparsam eingesetztem Schmuck entstand, das dem Spätexpressionismus zugeordnet wird.
Die feierliche Grundsteinlegung zum Bau der Kirche erfolgte am 15. Mai 1927. Die Architekten Otto Kutschmar und Günter Majewski leiteten die Bauarbeiten.
Erzbischof Kardinal Bertram von Breslau weigerte sich, diesen modernen Bau bei seiner Fertigstellung am 16. September 1928 einzuweihen, stattdessen vollzog der in Berlin residierende Weihbischof Josef Deitmer die Kirchenweihe.
Im Jahr 2007 konnte nach umfangreichen Innenausbauten und einer Fassadensanierung, ausgeführt von der Architektenfirma Krieger und Mielke, die Wiedereröffnung der Kirche gefeiert werden. Zwischenzeitliche Veränderungen (z. B. Farbgebung) wurden wieder rückgängig gemacht; zwischen Hochaltar und Kirchenschiff wurde eine neue Altarinsel für den Zelebrationsaltar und den Ambo eingebaut, um den Absichten der Liturgiereform zur größeren Nähe zwischen heiliger Handlung und Gemeinde zu entsprechen. Für die Instandsetzung von insgesamt fünf bedeutenden Berliner Bauwerken waren 120.000 Euro aus privaten Spenden und Mitteln der Lotterie Glücksspirale eingeworben worden, davon erhielt die Kirche St. Augustinus einen Anteil von 22.500 Euro.

## Beschreibung

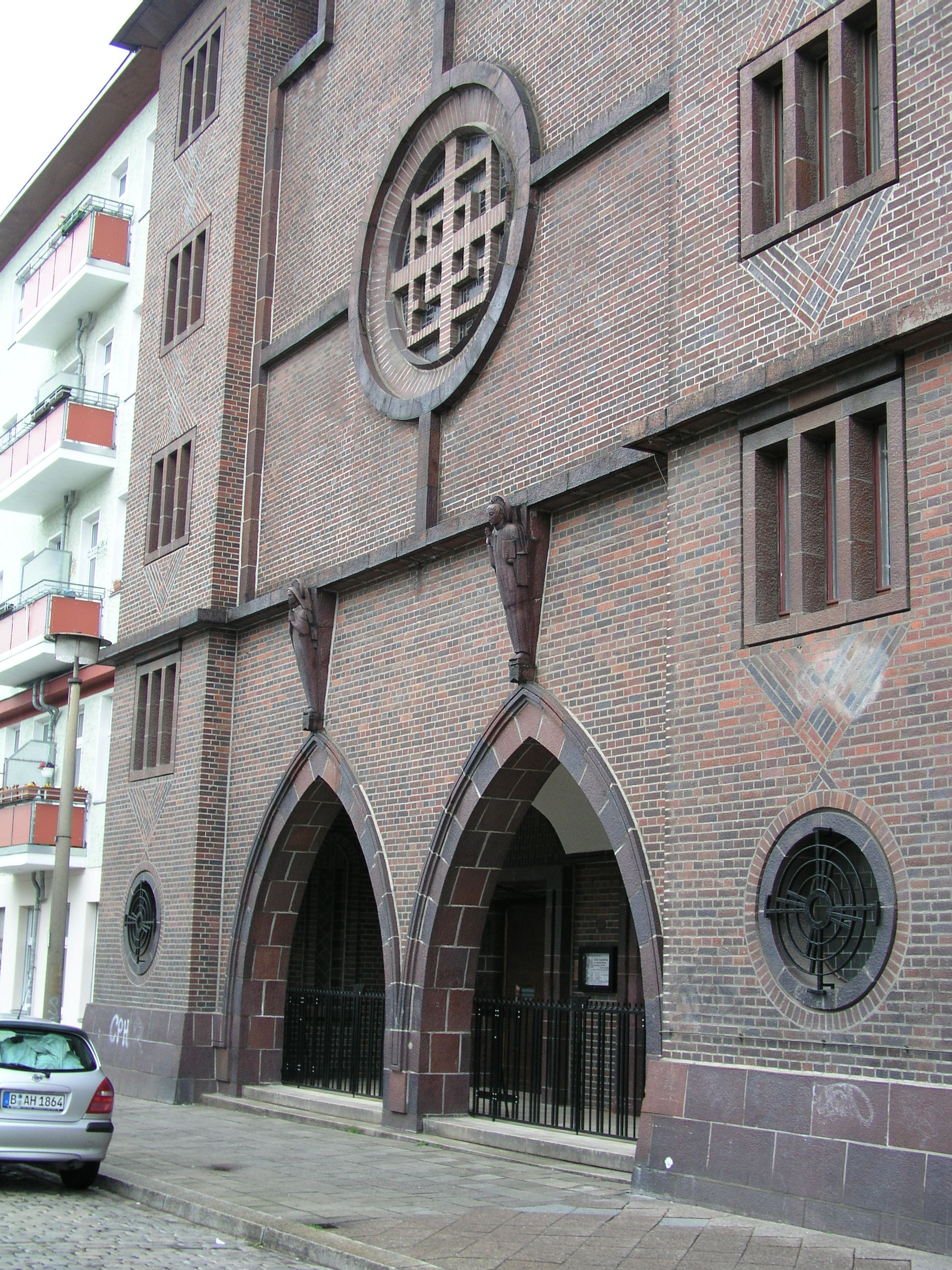
Eingangsbereich der Kirche

### Außen
Der etwas zurückgesetzte Eingangsbereich wird von zwei Spitzbogen-Portalen überwölbt, über deren Scheitelpunkte von Felix Kupsch geschaffene Terrakottafiguren angebracht sind, die die Schutzheiligen Monika und Augustinus darstellen. Bibelsprüche umrahmen auf der Außenseite die Kirchenportale. Rechts und links der kleinen Vorhalle befinden sich Treppentürme mit schmalen gegliederten Fenstern. In der Mitte erhebt sich  auf der Südseite über dem kompakten Bau der 36 Meter hohe rechteckige Kirchturm, der in der Art eines romanischen Westwerks die Fassade bildet und sich hier mit abgeschrägten Ecken und weit auskragendem Gesims nach oben verjüngt. In etwa zehn Metern Höhe unterbricht eine große – mit Klinkern gestaltete – Fensterrosette mit rechtwinkligem „Maßwerk“ die glatte gerahmte Blendwand.
Der Turm wird mit einem kupfergedeckten Pyramidendach abgeschlossen. Ein sechs Meter hohes vergoldetes Kreuz wurde auf dem Dach zur Straßenseite hin aufgesetzt.
Die gesamte straßenseitige Fassade der Kirche ist mit rotbunten Klinkersteinen verblendet; das (nun) nur einseitig angeschlossene fünfgeschossige Pfarrhaus nimmt die Formen und die Klinker im Sockelbereich und im ersten Geschoss auf, darüber wurde es mit grauem Edelputz verkleidet und war so vermutlich preisgünstiger als ursprünglich gedacht.

### Das Innere

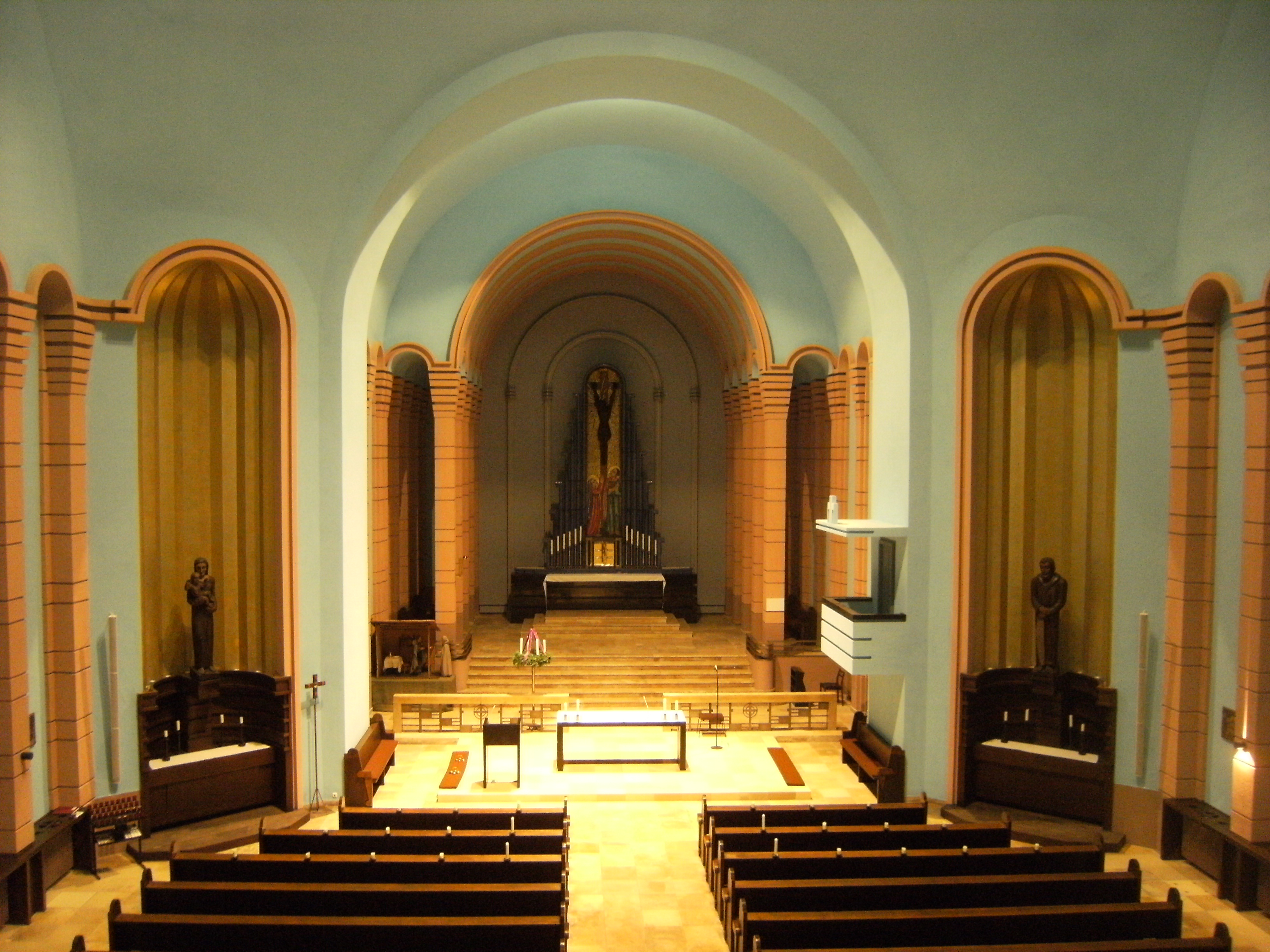
Inneres der Kirche 2008; am linken Bildrand als Holzplastik Maria mit Jesuskind; am rechten Josef mit Sägeblatt

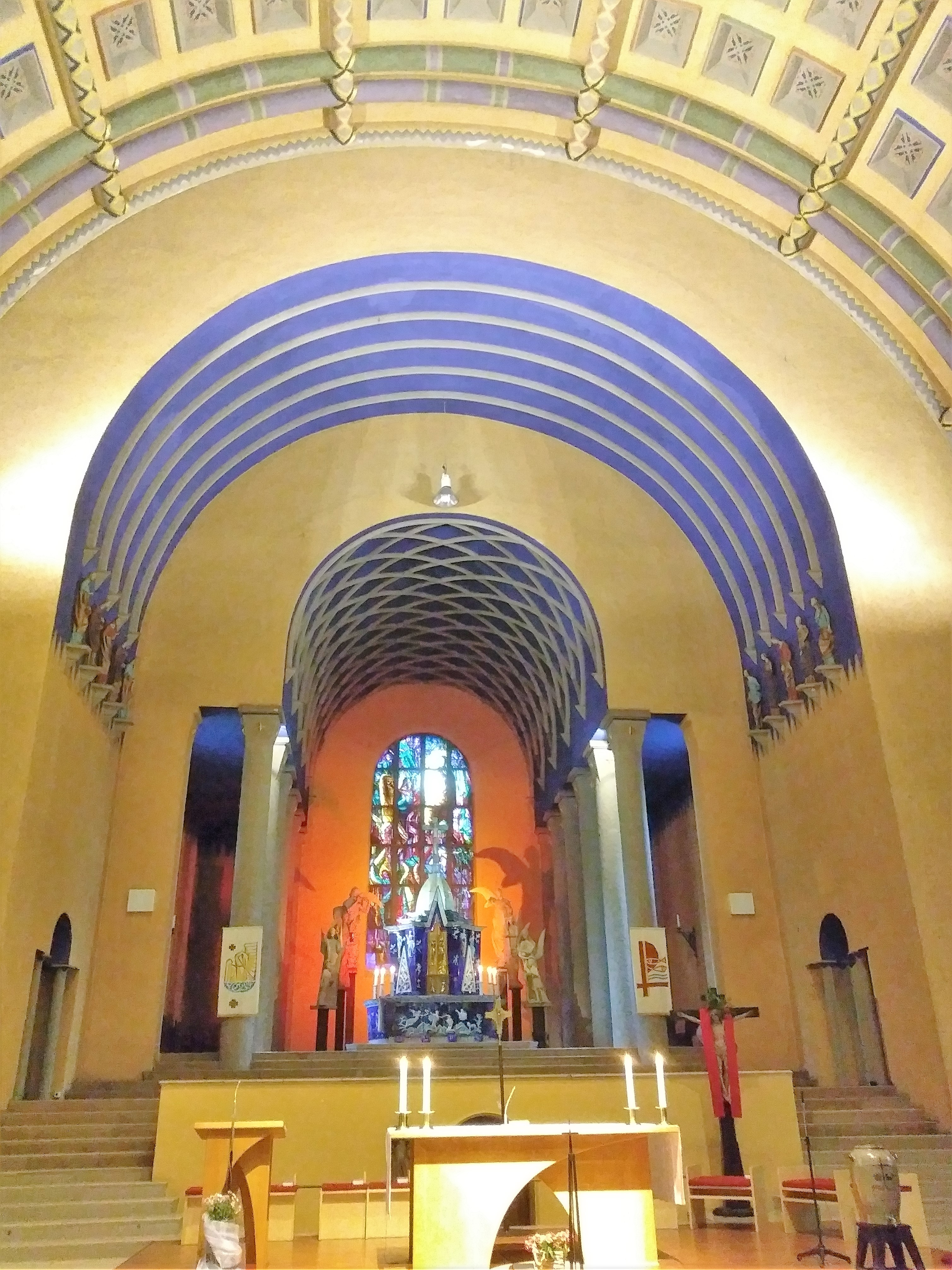
Saarbrücken, Chorbereich der St.-Michaels-Kirche

Das Hauptschiff der Kirche ist ein weiter Saal mit Kuppelgewölbe und Nischen mit Seitenaltären (vorne) bzw. Beichtstühlen (hinten) in den abgeschrägten Ecken. In der Mitte der Kuppel sorgt ein Oberlicht für ausreichende Helligkeit in allen Teilen der Kirche. Der rechteckige und tonnengewölbte Altarraum ist in zwei Absätzen über sechs und vier Stufen erreichbar, ein tonnengewölbtes Zwischenjoch verbindet harmonisch den Chorbereich mit dem Kirchenschiff. Beidseitig im Chorraum angeordnete Säulen bilden diesen Raum zur Dreischiffigkeit aus. Jede Seite verfügt über ein Altarfenster. Die markante Dreischiffigkeit des Chorbereichs von St. Augustinus hatte wohl ihr architektonisches Vorbild in der in den Jahren 1923–1924 errichteten Michaelskirche des Architekten Hans Herkommer in Saarbrücken-St. Johann (siehe Vergleichsbild).
Der Chorraum wird durch einen Hochaltar mit rundbogig geschlossenem Altarbild auf silbergrauem Grund beherrscht, eingefasst durch einen röhrenartigen sich nach oben verjüngenden Rahmen aus dunkelblauer Majolika. Diese Gestaltung entwarf der Kirchenarchitekt selbst. Das Altarbild ist ein goldgrundiges Mosaik, auf dem, eher unüblich, Augustinus und seine Mutter Monika statt Maria und der Jünger Johannes betend zum Gekreuzigten aufschauen. Das Kruzifix ist eine plastische Arbeit auf dem goldenen Mosaikgrund. Den Altarschmuck, auch den der Seitenaltäre, entwarf Otto Hitzberger, ausgeführt wurden die Arbeiten von der Firma Puhl & Wagner aus Treptow.
Im Jahr 1953 erhielt das Innere der Kirche statt des ursprünglich blauen einen gelblichen Farbanstrich. Erst bei der umfassenden Renovierung von 2006/07 wurde dem Raum seine ursprüngliche Farbgebung zurückgegeben.
Mit der Fertigstellung der Kirche wurde auf der Empore eine Orgel eingeweiht, die jedoch nach dem Zweiten Weltkrieg nicht mehr spielfähig war. Deshalb erhielt die Gemeinde am 15. September 1973 eine neue Orgel der Firma Jehmlich aus Dresden. Sie verfügt über 26 Register auf zwei Manualen und Pedal.

## Glocken

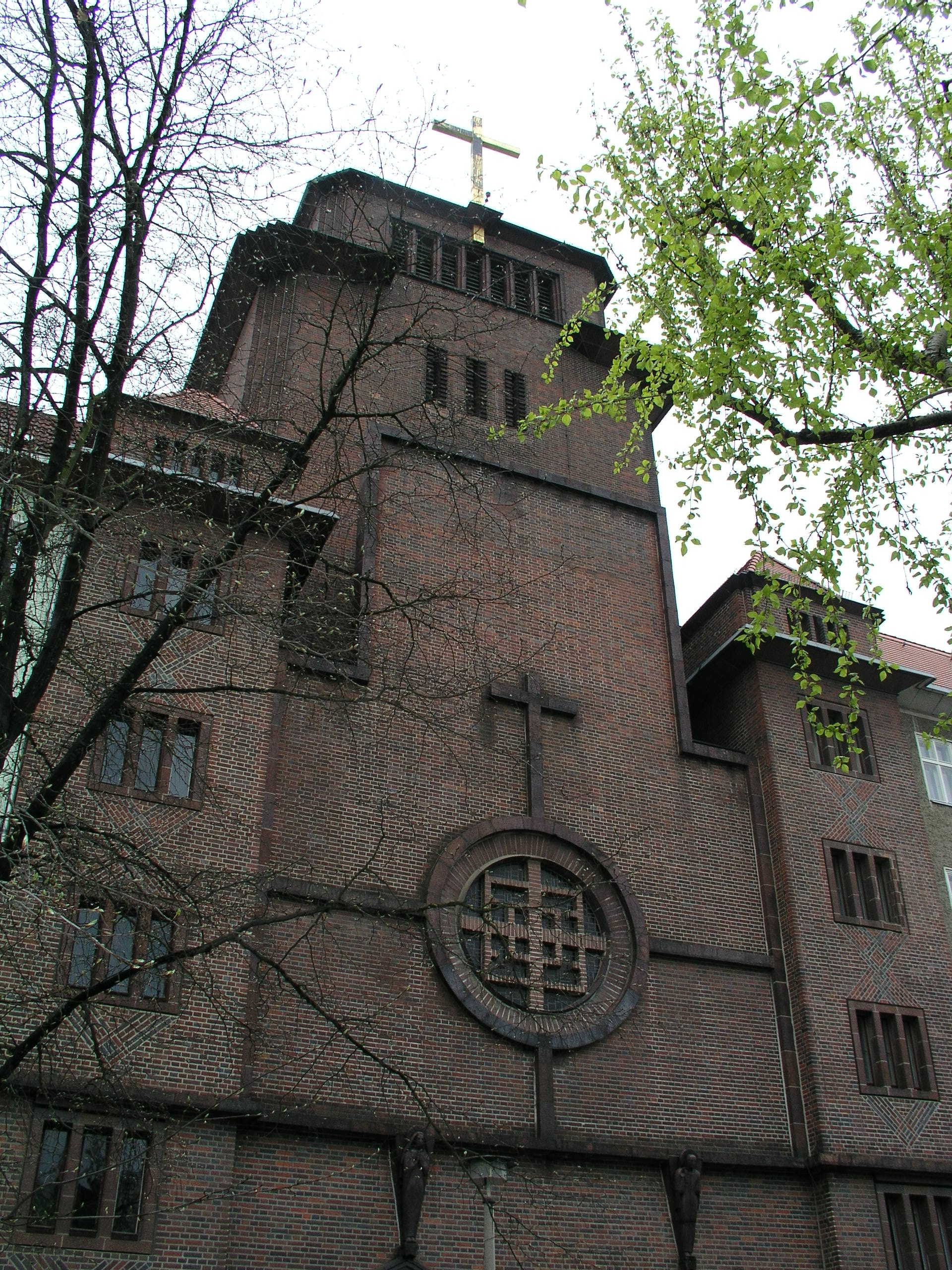
Kirchturm von St. Augustinus

Am 11. Dezember 1927, noch vor der Fertigstellung des Kirchbaus, wurden im Rohbau vier bronzene Glocken geweiht.
| Glocke              | Gewicht (kg) | Kosten (Mark) | Inschrift                                                                                        |
| ------------------- | ------------ | ------------- | ------------------------------------------------------------------------------------------------ |
| St. Augustinus      | 1600         | 002700        | Wenn heut ihr seine Stimme hört, verhärtet eure Herzen nicht.                                    |
| St. Monica          | 0900         | 1500          | Kommet, lasset Lob dem Herrn uns spenden, laßt uns ihn preisen als den Grundstein unseres Heils. |
| St. Maria Magdalena | 0600         | 1000          | Der Meister ist da und ruft dich.                                                                |

St. Maria (die kleinste Glocke) wurde um 1943 zu Kriegszwecken abgeliefert und nicht wieder ergänzt.
In der Silvesternacht 1927 läutete Kaplan Walter Adolph erstmals die Glocken der neuen Kirche und viele Bewohner lauschten ihrem Klang.

## Sonstiges
Der Bau der Berliner Mauer trennte die Pfarrei St. Augustinus endgültig von St. Afra (damals Bezirk Wedding), die nun selbstständig wurde.
Vom 1. Adventssonntag bis 2. Februar (Mariä Lichtmess) wird in der Kirche seit 1964 eine Weihnachtskrippe mit wechselnden Darstellungen aus der biblischen Weihnachtsgeschichte präsentiert. Die lebensgroßen Figuren stammen vom Berliner Maler und Bildhauer Rudolf Heltzel (1907–2005).
Wegen rückgängiger Zahlen der Gemeindemitglieder hat der Gemeindekirchenrat seit 13. September 1992 nur noch einen Pfarrer für die beiden Gemeinden St. Augustinus und Heilige Familie bestellt.
Auf dem Dach des Pfarrhauses von St. Augustinus wurden bis Dezember 2001 für 35.000 Euro eine Photovoltaikanlage und eine solarthermische Anlage errichtet, wofür die Deutsche Stiftung Umwelt und eine Bank 18.000 Euro Fördergelder bereitstellten. Über 3000 kWh wurden seither jährlich erzeugt und entlasten die Energiekosten der Gemeinde entsprechend.
Erzbischof Georg Kardinal Sterzinsky hob zum 1. November 2003 die Pfarrei St. Augustinus auf und ordnete sie der Pfarrei Heilige Familie zu (Pfarrkirche Heilige Familie). Ein von beiden Gemeinden gewünschter Doppelname wurde aus verwaltungstechnischen Gründen abgelehnt. So gibt es nun in Berlin-Brandenburg keine Pfarrei mit dem Namen des Heiligen Augustinus als Patron mehr, dafür aber drei Pfarreien Heilige Familie (in Prenzlauer Berg, in Lichterfelde und in Rüdersdorf). Aber der Name St. Augustinus bleibt weiterhin für das Kirchengebäude erhalten.
Die Gemeinde ist vielfältig aktiv: seit 1930 wird eine kirchliche Kindertagesstätte unterhalten, es gibt einen Kirchenchor und zahlreiche Kleinveranstaltungen wie Ausflüge und Feiern, Orgelkonzerte. In Zusammenarbeit mit dem Caritas-Verband wird auch ein Sozialdienst angeboten.
Die Kirche St. Augustinus ist Sitz der Katholischen Studierendengemeinde Edith Stein.